# Blue (Vivid)
Blue è un brano musicale del gruppo musicale giapponese ViViD, pubblicato come loro sesto singolo il 13 luglio 2011. Il singolo ha raggiunto la quarta posizione della classifica Oricon dei singoli più venduti in Giappone ed è rimasto in classifica per otto settimane, vendendo 27 026 copie. Il brano è stato utilizzato come quattordicesima sigla dell'anime Bleach, dal trecentodiciassettesimo al trecentoquarantaduesimo episodio.

## Tracce
CD Singolo ESCL-3719
1. BLUE
2. CRISIS
3. Re:Load

Durata totale: 12:28

## Classifiche
| Classifica (2010)     | Posizione più alta |
| --------------------- | ------------------ |
| Oricon weekly singles | 4                  |